# Salif Keita (football, 1946)
Pour les articles homonymes, voir Salif Keita et Keita.
Salif Keita, né le 6 décembre 1946 à Bamako et mort le 2 septembre 2023 dans la même ville, est un footballeur international malien.
Premier vainqueur du Ballon d'or africain en 1970, il commence sa carrière à l'AS Real Bamako avec qui il remporte trois fois la Coupe du Mali puis au Stade malien. Il rejoint ensuite, à 23 ans, l'AS Saint-Étienne (Les Verts) — où il est considéré comme une icône — et avec qui il gagne à trois reprises le titre de champion de France ainsi que deux Coupes de France. Il joue ensuite à l'Olympique de Marseille, au Valence CF puis au Sporting Clube de Portugal où il remporte une Coupe du Portugal. Il termine sa carrière aux États-Unis aux New England Tea Men (en).
Treize fois sélectionné en équipe nationale du Mali pour onze buts inscrits, il est avec cette équipe finaliste des Jeux africains en 1965 et de la Coupe d'Afrique des nations en 1972.
Il joue dans le film Le Ballon d'or, librement inspiré de sa trajectoire,.
Il a deux surnoms : Domingo (au Mali) et La Panthère noire (à Saint-Étienne).

## Biographie

### Carrière en club

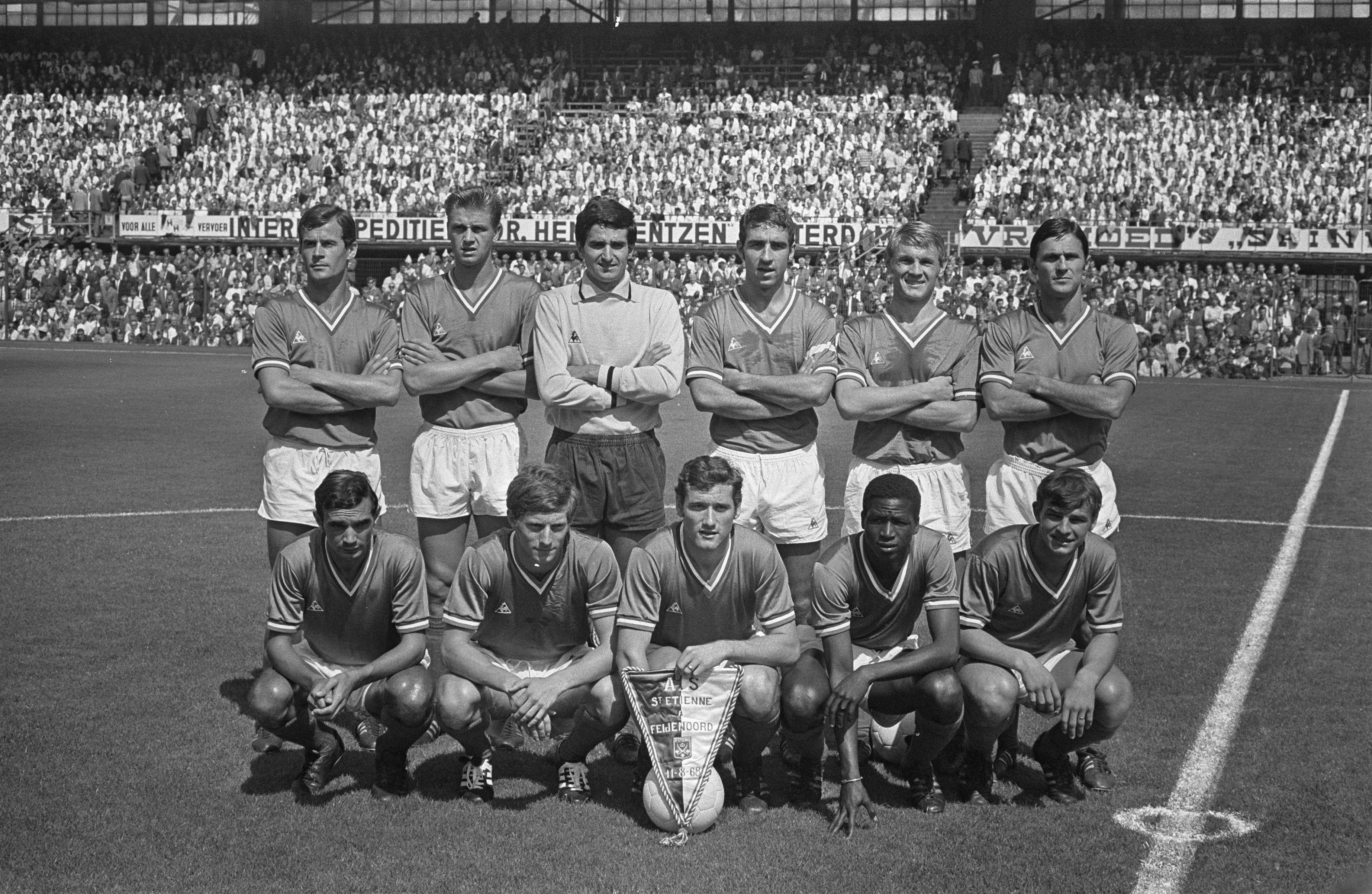
L'équipe stéphanoise en 1968. Keita est accroupi, 2e en partant de la droite.

Salif Keita commence sa carrière au Mali où il dispute deux finales (perdues) de la Ligue des champions, en 1965 avec le Stade malien puis en 1967 avec l'AS Real Bamako,. Déjà considéré comme une star au Mali, il est remarqué par Charles Dagher, un Libanais installé à Bamako qui se trouve être supporter de  l'Association sportive de Saint-Étienne. Ce dernier vante dans plusieurs lettres adressées au club, les qualités de Salif Keita. Roger Rocher et le club de l'ASSE lui proposent un essai que Salif Keita accepte de tenter ; craignant de ne pas pouvoir quitter le Mali, il prend l'avion pour l'Europe à Monrovia où il se fait agresser et voler tout son argent. Il arrive le 14 septembre 1967 à l'aéroport de Paris-Orly où personne ne semble l'attendre. Salif Keita parvient alors à convaincre un chauffeur de taxi de l'emmener à Saint-Étienne après lui avoir montré des lettres émises par le club et surtout, que le chauffeur ait pu contacter le club par téléphone. L'anecdote du taxi est particulièrement connue et a alimenté un certain nombre de références culturelles ainsi que des légendes urbaines notamment au sujet du prix de la course Orly – Saint-Étienne (Philippe Gastal, conservateur du Musée des Verts, précise qu'elle s'élevait à 1 060 francs).
Il n'est pas immédiatement aligné avec l'équipe première le temps que se régularise sa situation administrative. Ses débuts en équipe première sont fulgurants (il marque dès son premier match officiel). Il reste cinq saisons à Saint-Étienne où il remporte trois titres de champion et deux coupes de France. De plus, lors de la saison 1970-1971, il réalise quatre quadruplés et inscrit 42 buts ce qui lui permet de terminer 2e meilleur buteur du championnat et Soulier d'Argent Européen 1972.
Il rejoint ensuite l'Olympique de Marseille de façon un peu mouvementée — en raison d'enjeux financiers — et en conflit avec Roger Rocher : pour son premier match avec Marseille, il affronte Saint-Étienne et marque deux buts au cours du match (score final : 3-1). Suivront les expériences espagnole et portugaise avec Valence puis le Sporting Portugal. Il termine sa carrière aux États-Unis.
En 2022, le magazine So Foot le classe dans le top 1000 des meilleurs joueurs du championnat de France, à la 60e place.

### Carrière en sélection nationale
Dès 1963 (alors âgé de 16 ans), il est sélectionné dans l'Équipe du Mali de football. Blessé au cours de la Coupe d'Afrique des nations en 1972 à Yaoundé, il ne peut participer à la finale qui voit le Congo-Brazzaville l'emporter sur le Mali (3 buts à 2). Le Mali avait battu en demi-finale le Zaïre par 5 buts à 3.

### Reconversion
Après son passage au New England Tea Men (en), Salif Keïta est employé dans la partie marketing d'une banque américaine durant quatre années. Revenant par la suite au Mali, il investit dans le secteur hôtelier.
Il crée le premier centre de formation de football professionnel du Mali en 1994, le Centre Salif-Keita ; ce centre est depuis devenu un club professionnel évoluant en 1re division malienne et parvenant en 2010 en finale de la coupe du Mali. Parmi les joueurs qui y sont formés, figure notamment son neveu, Seydou Keita.
Salif Keita est élu en juin 2005 président de la Fédération malienne de football, et il reste à ce poste jusqu'au 16 juillet 2009.
Keita est nommé le 26 juin 2013 ambassadeur à vie de l'AS Saint-Étienne.
Le 19 mai 2018, il se rend à l'inauguration du nouveau Stade Salif-Keita, rebaptisé en son honneur.
Il meurt le 2 septembre 2023 à Bamako des suites de complications respiratoires. Il est inhumé au cimetière de Hamdallaye de Bamako.

## Palmarès

### En club
Stade malien

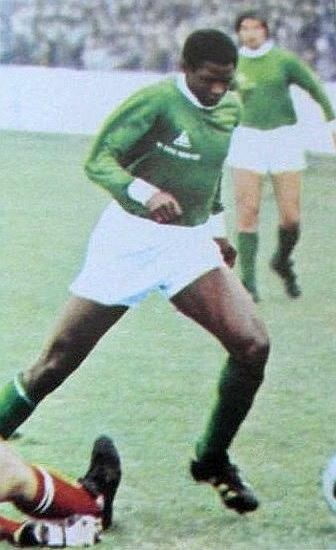
Salif Keita sous le maillot vert en 1971

- Finaliste de la Ligue des champions de la CAF : 1964

 Réal de Bamako
- Triple vainqueur de la Coupe du Mali : 1964, 1966, 1967
- Finaliste de la Ligue des champions de la CAF : 1966

 AS Saint-Étienne
- Triple champion de France : 1968, 1969, 1970
- Vainqueur de la Coupe de France : 1968, 1970
- Triple vainqueur du Trophée des champions : 1967, 1968 et 1969
- Vice-champion de France : 1971

 Sporting CP
- Vainqueur de la Coupe du Portugal de football 1978
- Vice-champion du Portugal : 1977
- Finaliste de la Coupe du Portugal : 1979

### En sélectionmalienne
- Finaliste des Jeux africains 1965[6]
- Finaliste de la Coupe d'Afrique des nations de football 1972[Note 2]

### Distinctions personnelles
- Ballon d'or africain 1970
- Soulier d'Argent Européen 1972.
- Meilleur joueur étranger du championnat de France : 1968
- Oscar (sponsorisé par Byrrh) du meilleur joueur du championnat de France : 1970[14]
- Record personnel de buts en une seule rencontre de Ligue 1 (6 buts)[Note 3]
- Ballon d’or européen 1970

## Hommages

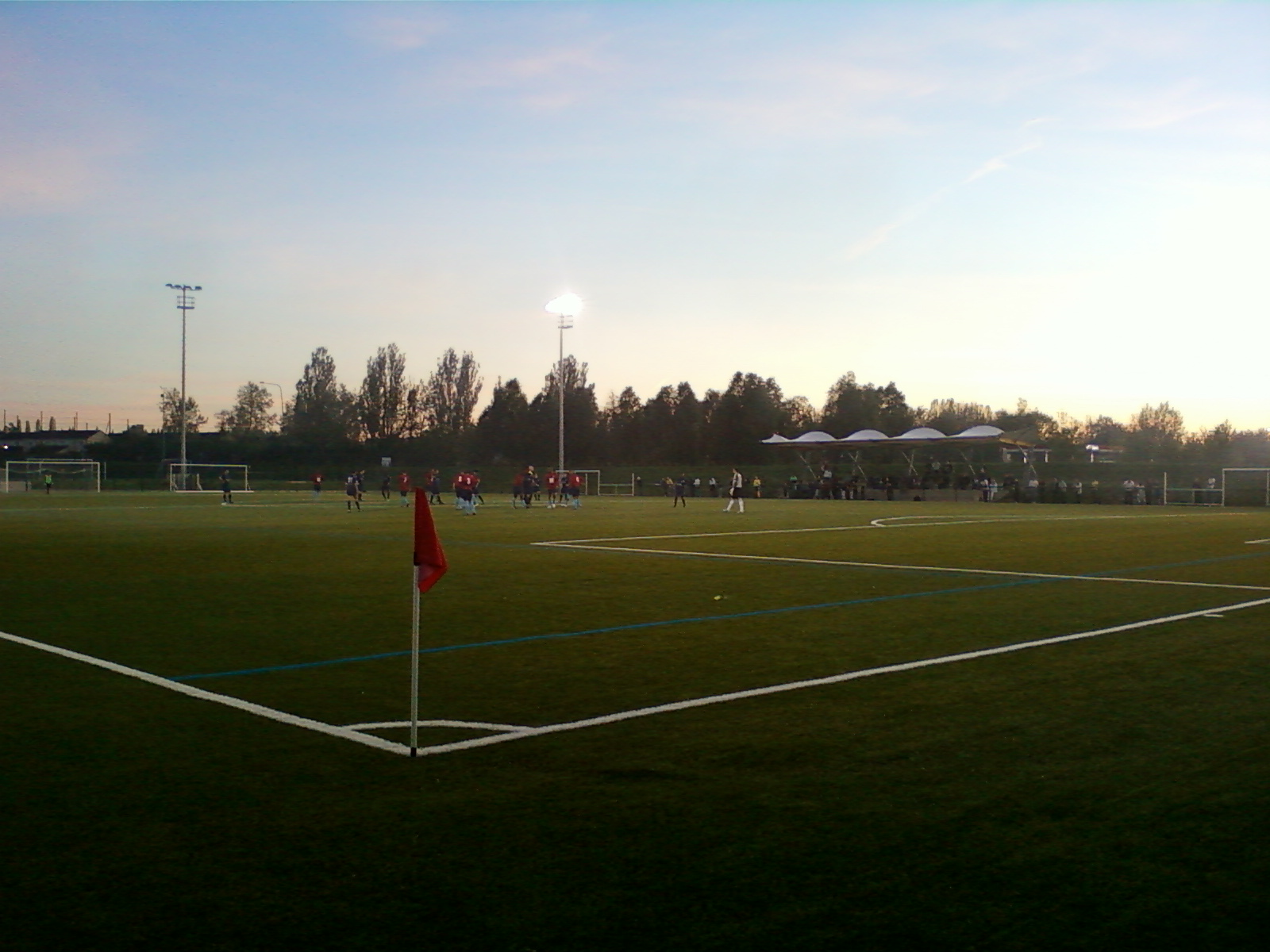
Le stade Salif-Keita de Cergy.

- L'anecdote du taxi a donné lieu à une chanson de Monty, Un taxi pour Geoffroy Guichard publié sur l'album Les Supporters en 1976[15],[16].
- Son surnom La Panthère noire a inspiré l'Association sportive de Saint-Étienne pour le choix de sa mascotte.
- Le réalisateur guinéen Cheik Doukouré s'est inspiré de la vie de Salif Keïta pour son film Le Ballon d'or en 1994. Dans ce film Salif Keita joue le rôle de l'entraîneur (Karim) qui forme le jeune garçon, futur star du ballon rond. Il a également été conseiller technique sur le tournage.
- Le Centre Salif-Keita à Bamako.
- Le stade Salif-Keita à Cergy-Pontoise.
- Le Stade Salif-Keita à Saint-Étienne.

## Famille
Salif Keita est l'oncle de Sidi Keita et Seydou Keita, eux aussi footballeurs.